# T-35
T-35 var en tung stridsvagn som tillverkades i Sovjetunionen mellan 1933 och 1939. T-35 var världens enda stridsvagnsmodell med fem torn som serietillverkades.

## Bakgrund
Under åren efter första världskriget ansåg man i flera länder att så kallade "rullande slagskepp" skulle spela en avgörande roll i framtidens krig. Det första exemplet på supertunga stridsvagnar var den franska FCM 2C från 1918 med 12–13 mans besättning, en vikt på 70 ton, 75 mm huvudbeväpning och 4 kulsprutor. Ett annat exempel är prototypen Vickers A1E1 Independent från 1926, med 8 mans besättning, 47 mm huvudbeväpning och sammanlagt 4 kulsprutebeväpnade torn, dels framför och dels bakom huvudtornet.

### Föregångare
I december 1930 började man i Sovjetunionen utveckla en tung stridsvagn som fick beteckningen T-30. Modellen var tänkt att ha 75 mm huvudbeväpning och 5 kulsprutor, men projektet avbröts något år senare på grund av de enorma problem med drivsystemen som stridsvagnar av den här storleken medförde.
Ett annat utvecklingsteam vid Särskilda konstruktionsbyrån AVO-5 i Leningrad under ledning av den tyske ingenjören Edward Grotte arbetade med projektet TG-1, med en 107 mm fartygskanon, hydrauliska servon och hydraulisk upphängning. Efter att en prototyp färdigställts avbröts projektet.

### Produktion

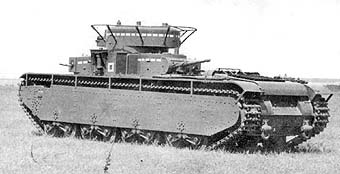
T-35

Arbetet med T-35 påbörjades 1932. Den första prototypen förevisades för UMM RKKA (Direktoratet för Röda arméns mekanisering och motorisering) den 1 september samma år. Stridsvagnen hade en del likheter med den brittiska A1E1 Independent, och enligt vissa källor var konstruktionen helt enkelt resultatet av framgångsrik spionageverksamhet. Enligt andra källor saknas belägg för att ritningarna hade brittiskt ursprung.
Massproduktionen inleddes vid Charkivs lokomotivfabrik (ChPZ) i maj 1933. Modellen fanns i produktion fram till 1939, och tillverkades (i olika varianter) i sammanlagt 61 exemplar.

## Kännetecken
I ursprungsutförande hade T-35 en kortpipig 76,2 mm kanon med 360 graders skottfält, två mindre 37 mm kanontorn snett framför och bakom huvudtornet med 200 graders skottvinkel, samt två torn med 7,62 mm kulsprutor intill de mindre kanontornen. Vissa exemplar hade 45 mm beväpning, och andra saknade helt de sekundära kanontornen. I slutet av 1938 började man använda torn med sluttande sidor.
Samtliga versioner hade den karaktäristiska radioantennen kring huvudtornet.

## Användning
T-35 användes mellan 1935 och 1940 av 5:e Separata tunga tankbrigaden i Moskva, huvudsakligen vid parader. Redan före krigsutbrottet var man på sovjetisk sida medveten om att modellen hade stora problem i fält, och förslag väcktes därför om att dra tillbaka T-35 från förbanden och eventuellt konvertera vagnarna till självgående artilleripjäser, alternativt använda dem i utbildning. I juni 1940 beslöt man emellertid att tilldela stridande förband modellen, och samtliga kvarvarande exemplar tilldelades 67:e och 68:e stridsvagnsregementet, 34:e stridsvagnsdivisionen, 8:e mekaniserade kåren (Kievs militärdistrikt).
T-35 användes inte i strid före juni 1941. Det finns uppgifter om att T-35 ska ha använts i finska vinterkriget, men dessa uppgifter är enligt flera samstämmiga källor felaktiga. Nittio procent av förlusterna i de två förband som använde T-35 berodde inte på fientlig aktivitet, utan på mekaniska fel eller på att besättningarna övergav och förstörde vagnen. Trots att stridsvagnen var föråldrad 1941 användes den i slaget om Moskva. Den togs sedan ur aktiv tjänst. Flera exemplar konverterades till bepansrade tågvagnar genom att banden togs bort, varpå chassit fästes på en öppen flakvagn.
I dag (2006) finns endast ett exemplar kvar, på stridsvagnsmuseet i Kubinka utanför Moskva.

## Varianter
- T-35-1 - prototyp
- T-35-2 - prototyp
- T-35A - serieproduktionsmodell
- T-35B - ny motor, endast som prototyp
- SU-7 - självgående artilleri (prototyper) med 254 mm kanon, 305 mm haubits och 400 mm mörsare. Vikt över 106 ton.